# رون جاكسون (لاعب كرة قاعدة)
رون جاكسون (بالإنجليزية: Ron Jackson) هو لاعب كرة قاعدة أمريكي، ولد في 22 أكتوبر 1933 في كالامازو في الولايات المتحدة، وتوفي بنفس المكان في 6 يوليو 2008.

## وصلات خارجية
- رون جاكسون على موقع دوري كرة القاعدة الرئيسي (الإنجليزية)
- رون جاكسون على موقعبيزبول رفرنس.كوم (الدوري الرئيسي) (الإنجليزية)